# Сиреневый пенни
«Сиреневый пенни» (англ. Penny Lilac) — стандартная почтовая марка Великобритании номиналом в 1 пенни и с портретом королевы Виктории, которая была в обращении с момента первого выпуска 12 июля 1881 года и до 1901 года.

## История и описание
Эта марка заменила недолго бывший в обращении «Венецианский карминовый пенни», поскольку Закон Великобритании о таможне и налоговом управлении (Customs and Inland Revenue Act) 1881 года сделал необходимым выпуск новых марок, которые также были бы действительны в качестве фискальных марок. С этой целью в том же году и был эмитирован «Сиреневый пенни», с надписью «Postage and Inland Revenue» («Почтовый сбор и финансовое управление»), тогда как на всех предшествующих марках была только надпись «Postage» («Почтовый сбор»).
Марка изготавливалась способом плоской печати и выпускалась двух видов:
- Клише I с 14 точками в каждом углу — с 12 июля 1881 года (напечатано 495 984 000 экземпляров).
- Клише II с 16 точками в каждом углу — с 13 декабря 1881 по 1901 год (напечатано 33 600 000 000 экземпляров).

«Сиреневый пенни» оставался стандартной маркой для оплаты пересылки писем на протяжении всего остального срока правления королевы Виктории и был издан огромными тиражами.